# Бил Хикс
Бил Хикс (енгл. Bill Hicks; Валдоста, 16. децембар 1961 — Литл Рок, 26. фебруар 1994) је био амерички комичар и друштвени критичар. Многи његови ставови су доводили у питање општеприхваћене ставове, са циљем да натера људе да сами размишљају ". Критиковао је конзумеризам, површност, просечност и баналност у медијима и популарној култури, које је окарактерисао као оруђе владајуће класе којим људе држи глупима и апатичнима". Рекао је за себе да је он „Чомски са масним вицевима“.

1. октобра 1993. године био је на снимању вечерњег шоу програма Дејвида Летермана, али је цео његов наступ избачен из програма, што је био први пут да се тако нешто десило.
Био је пријатељ са Денисом Лиријем, док овај није издао албум „Нема лека за рак“, након чега га је Бил оптужио за плагијат и прекинуо њихово пријатељство.
Умро је од рака панкреаса у 32. години. Његово опроштајно писмо се завршава реченицом: „Отишао сам у љубави, смеху и истини и где год љубав, смех и истина бораве, ту сам и ја духом“.